# Altwarmbüchener Moor

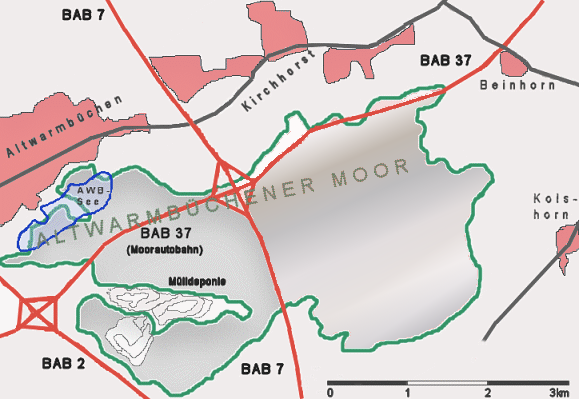
Skizze des Altwarmbüchener Moores mit Verkehrswegen und umliegenden Ortschaften

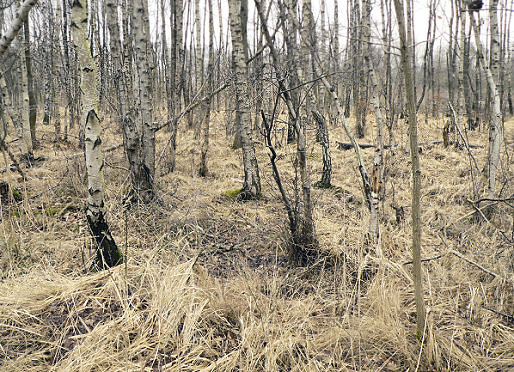
Moor mit Birkenbuschwald

Das Altwarmbüchener Moor ist ein Moorgebiet mit einer Ausdehnung von etwa 15 km², das als Teil der Hannoverschen Moorgeest rund 10 km nordöstlich des Stadtzentrums Hannovers liegt. Das früher als Ödland angesehene Moor wurde seit dem Mittelalter wirtschaftlich durch manuellen Torfstich von Landwirten der Umgebung genutzt. Diese Nutzung entwässerte das Moor mit seiner etwa 2 m mächtigen Torfschicht bis in jüngste Zeit und schädigte die Moorvegetation. Seit Ende des 20. Jahrhunderts zerschneiden zwei Autobahnen mit einem Autobahnkreuz das Moor. 1937 wurde im Moor die Zentraldeponie Altwarmbüchener Moor angelegt.

## Lage
Das Altwarmbüchener Moor liegt zwischen dem Isernhagener Ortsteil Altwarmbüchen, dem Burgdorfer Ortsteil Beinhorn, dem Lehrter Ortsteil Kolshorn und den heutigen hannoverschen Stadtteilen Lahe und Misburg-Nord. Es hat die Form einer liegenden Acht mit einer Ost-West-Ausdehnung von rund 5 km und einer Nord-Süd-Ausdehnung von etwa 3 km. Mit nur rund 10 km Entfernung zum Stadtzentrum Hannovers war es eine der größten stadtnahen Moorflächen Deutschlands. Die Autobahnen 7 und 37 führen mitten durch das Moor, am südlichen Rand führt die BAB 2 vorbei.

## Entstehung
Die Moorbildung nahe Altwarmbüchen setzte etwa im 7. Jahrtausend v. Chr. durch Versumpfung einer großflächigen Bodensenke ein. Aus den Resten eines Birkenbruchwaldes entstand zunächst Niedermoortorf mit einer Mächtigkeit von meist weniger als einem Meter. Darüber bildete sich später ein Hochmoor mit Schichten von stark zersetztem Schwarztorf und schwach zersetztem Weißtorf. Die Mächtigkeit der Torfschicht betrug durchschnittlich 1–2 m, im Zentrum aber bis zu 5 m. Um Christi Geburt hatte die Moorfläche ihre größte räumliche Ausdehnung. Seither verkleinerte sich das Moor von den Rändern her durch menschliche Kultivierung und hat heute rund 15 km2 Fläche. Im Moor wurde nahe Kirchhorst ein Einbaum aus der vorrömischen Eisenzeit gefunden.

## Name
Die Benennung des Moores nach dem nahegelegenen Dorf Altwarmbüchen ist wahrscheinlich darauf zurückzuführen, dass seine Bewohner bereits seit dem 18. Jahrhundert kontinuierlich den Torfabbau und -verkauf betrieben. Der Name ist eher willkürlich gewählt, da auch andere angrenzende Dörfer Torfstich betrieben.

## Geschichte

### Torfstich

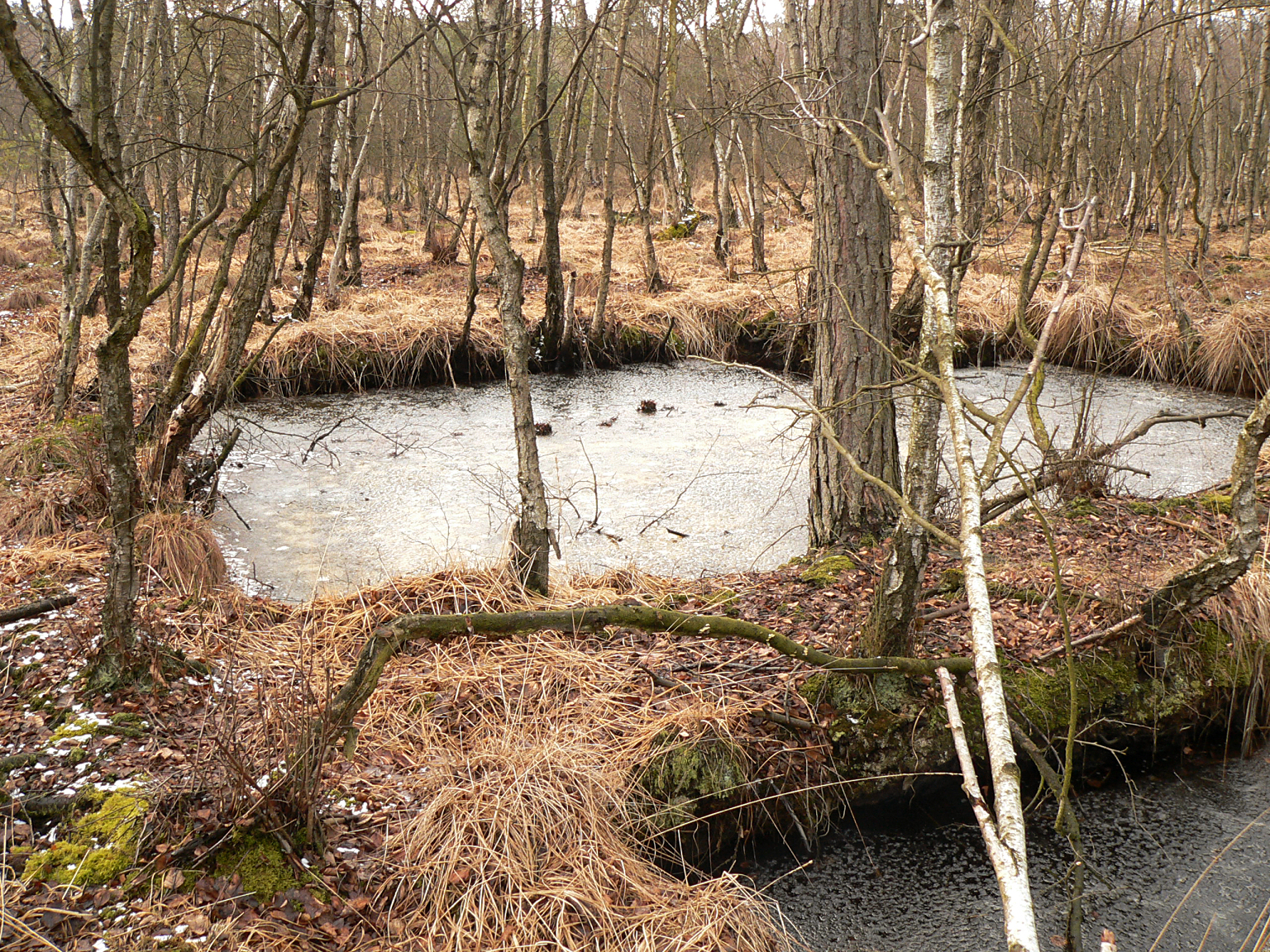
Vollgelaufene Kuhlen im Moor, Spuren bäuerlichen Torfstichs

Das Altwarmbüchener Moor wurde bis in die Mitte des 20. Jahrhunderts als eine große Ödlandfläche angesehen. Die einzige wirtschaftliche Nutzung bestand im Torfstich im Hochmoor. Torf war der Brennstoff der Bauern und der ärmeren Bevölkerung. Die Bauern der anliegenden Dörfer stachen Torf für den Eigenbedarf, trieben damit aber auch Handel nach Hannover. Hermann Klencke gibt im Jahr 1854 für das Altwarmbüchener Moor eine Mächtigkeit der Torfschicht von 12 Fuß an, dies sei schon eine stärkere Torfauflage. Das Aufkommen der Kohle im 19. Jahrhundert verdrängte den Torf als Brennstoff, aber in Krisen- und Kriegszeiten des 20. Jahrhunderts war das Brennmaterial des Altwarmbüchener Moores in der Region weiterhin stark gefragt.
Seit dem Mittelalter ist das Moor durch mühsamen Stich mit der Hand abgetorft worden. Großmaschinen, wie in anderen großen Moorgebieten, kamen nie zum Einsatz. Durch den Torfstich entstanden zahlreiche Kuhlen, die mit Dämmen abgegrenzt waren und noch heute vorhanden sind. Entwässerungskanäle legten schon früh das Moor trocken. Das erleichterte den Torfstich, hatte aber den Nachteil, dass es häufiger zu schweren Moorbränden kam, die kaum gelöscht werden konnten.

### Mooraufteilung
Erstmals urkundlich erwähnt wurde das Moor 1365 in einer Urkunde Herzogs Wilhelm zu Braunschweig und Lüneburg. Er erteilte der Stadt Hannover das Privileg zum Torfstechen. Dabei wurde zunächst nur der Torf an den Moorrändern abgestochen, da die Entwässerungstechnik zum Trockenlegen fehlte. Später entstanden zahlreiche Moordämme zum besseren Abtransport der Torfsoden, und 1658 durchzogen bereits 30 Entwässerungskanäle das Moor.
Ab dem 16. Jahrhundert kam es unter den anliegenden Dörfern zu Streitigkeiten über den Torfabbau. Es gab Grenzverletzungen, da im feuchten Moor keine festen Grenzsteine aufgestellt werden konnten. Eine feste Aufteilung der Flächen erfolgte 1717, die durch Pfähle und Grenzgräben markiert wurden. Auch wurden Mooraufseher eingestellt, die den ordnungsgemäßen Abbau beaufsichtigten und nach Torfdieben Ausschau hielten.
1797 hatten folgende Ortschaften rund um das Moor Rechte auf den Torfabbau:
| - Altwarmbüchen - Burgwedel - Isernhagen - Großhorst - Kirchhorst | - Stelle - Beinhorn - Heeßel - Kolshorn - Aligse | - Steinwedel - Röddensen - Lehrte - Ilten - Ahlten | - Höver - Bilm - Anderten - Misburg - Kirchrode | - Bemerode - Bothfeld - Groß-Buchholz - Lahe - Hannover |

### Torftransport

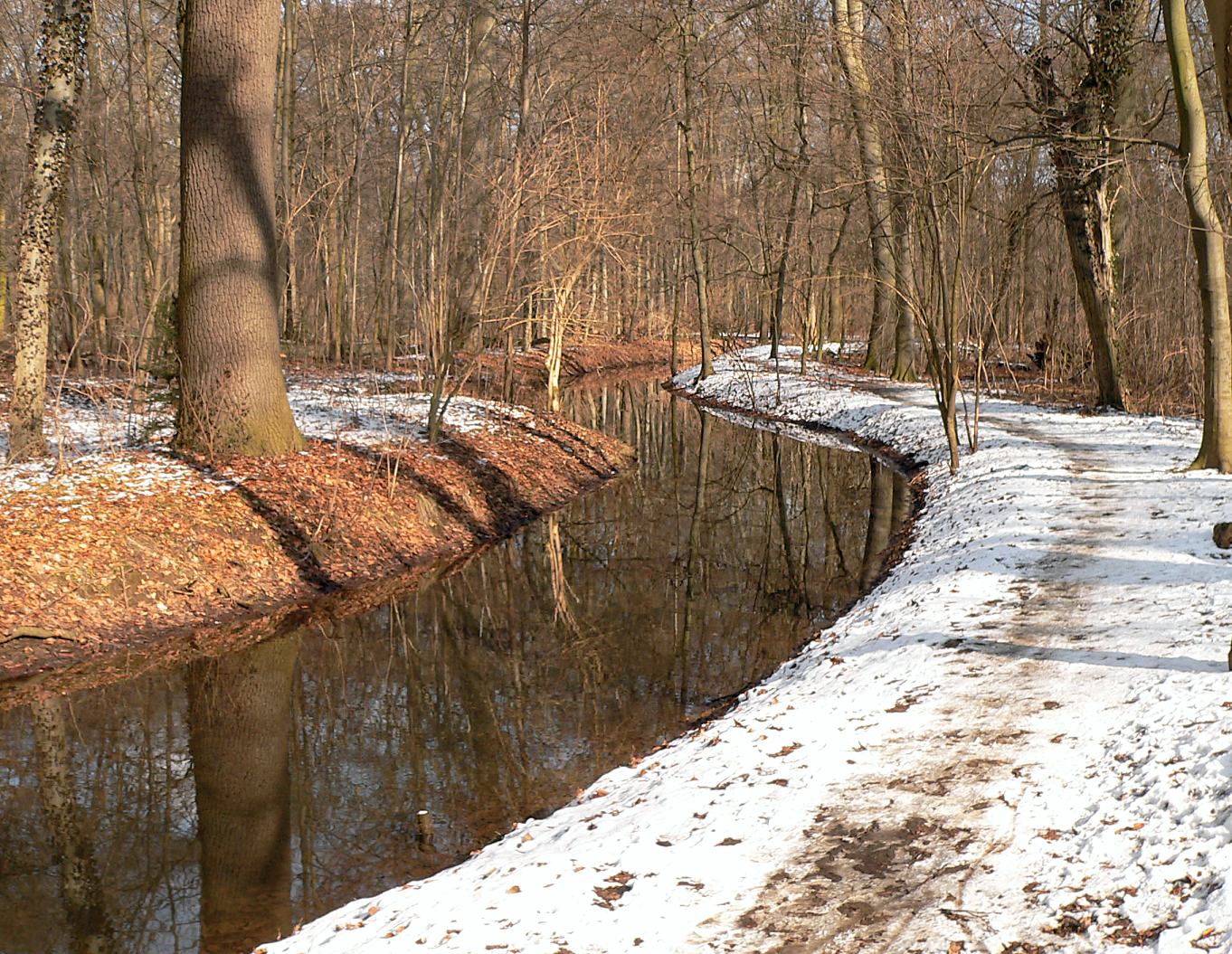
Einstiger Torfkanal Schiffgraben in der Eilenriede

Der von den Bauern abgebaute Torf wurde mit Wagen auf Märkte in Hannover gefahren und war eine gute Einnahmequelle. Die Verkaufswagen wurden bereits im 18. Jahrhundert zu Verkehrshindernissen im städtischen Verkehr und mit polizeilichen Verordnungen belegt.
Eine weitere Transportmöglichkeit war der Schiffgraben, ein seit dem Mittelalter bestehender Wasserweg nach Hannover. Der Kanal, der auf 9 km Länge das Moor mit der Stadt verband, war aber im Lauf der Zeit verschlammt und unpassierbar geworden. 1746 baute ihn die Stadt Hannover wieder aus für den Transport mit städtischen Torfkähnen. Die Torfbauern sabotierten den Kanal durch Zuschütten wegen der Konkurrenz im Torfgeschäft. Nach dem Zuschütten des Kanals im 19. Jahrhundert entstand auf ihm eine Straße, die nach der früheren Wasserstraße als Schiffgraben benannt wurde. Ein kurzer Abschnitt des ursprünglichen Wasserweges hat sich im Stadtwald Eilenriede erhalten.

### Seltene Pflanzenart

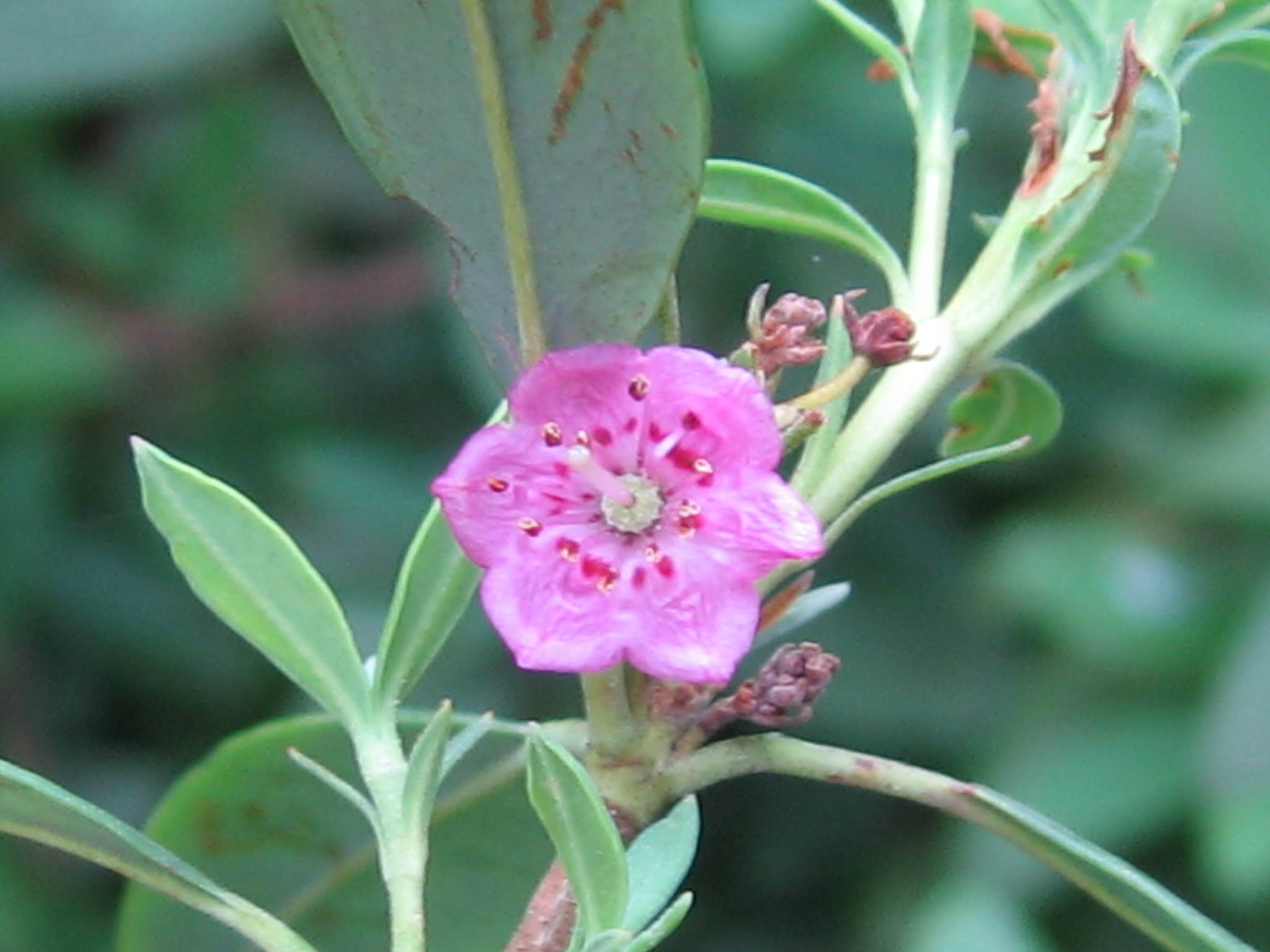
Blüte der Kalmia angustifolia im Altwarmbüchener Moor / Ahltener Wald

1898 entdeckte der Heideschriftsteller Hermann Löns bei einem Spaziergang im Altwarmbüchener Moor die immergrüne Pflanze Schmalblättrige Lorbeerrose (Kalmia angustifolia). Damals war der blühende Busch nur auf dem amerikanischen Kontinent, vor allem in kanadischen Hochmooren, heimisch. Er war bei Torfstechern des Moores bereits seit 1840 bekannt. Man vermutete, dass Gärtner der Herrenhäuser Gärten aus Hannover hier Samen verstreut hätten. Später schwärmten Naturschützer von der Schmalblättrigen Lorbeerrose als der eigentlichen „Königin des Altwarmbüchener Moores“.

### Abschiebe- und Durchgangsort

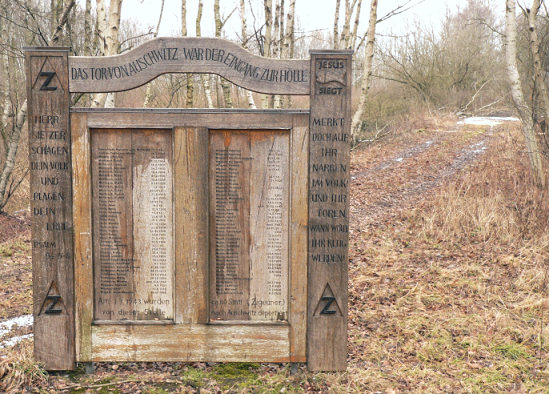
Mahnmal für die Sinti im Altwarmbüchener Moor mit den Namen von rund 80 im Jahre 1943 ins KZ Auschwitz-Birkenau deportierten Sinti in Form eines Tores

Das Altwarmbüchener Moor wurde schon immer als abgelegener, nutzloser Ort angesehen und eignete sich daher zur Unterbringung missliebiger Personen. Ab 1938 wurde am Moorrand nahe Altwarmbüchen ein Lager für Sinti eingerichtet, um sie aus Hannover abzuschieben. Als sich die Gemeinde dagegen wehrte, wurde das Lager auf das Stadtgebiet Hannovers weiter ins Moor verlegt. Es bestand aus Eisenbahnwaggons ohne Wasser und ohne hygienische Einrichtungen. 1943 wurden 80 Angehörige von Sintifamilien von hier in das KZ Auschwitz-Birkenau deportiert, wo sie wahrscheinlich umkamen.
1996 wurde am Ort des früheren Lagers am Moorwaldweg durch den Niedersächsischen Verband deutscher Sinti e. V. das Mahnmal für die Sinti im Altwarmbüchener Moor aufgestellt.
Nach dem Zweiten Weltkrieg entstanden am Moor Notunterkünfte für Heimatvertriebene aus den deutschen Ostgebieten und Ausgebombte aus Hannover. Es gab sogar den Plan, das Moor durch weitere Entwässerungen komplett urbar zu machen und für die Ansiedelung heimatvertriebener Landwirte zu nutzen.

## Heute

### Eingriffe

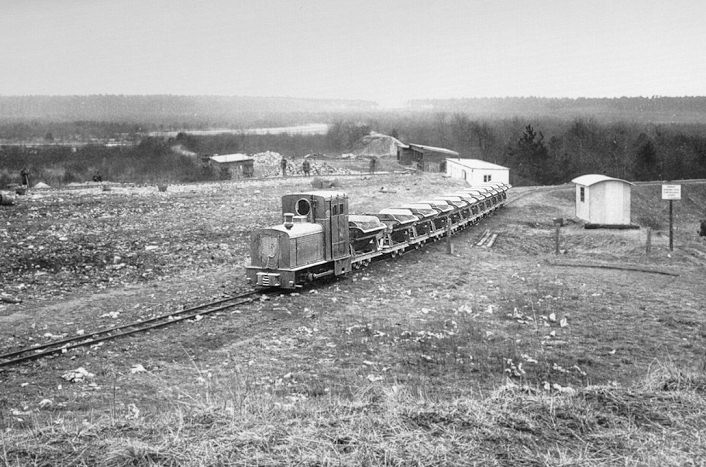
Zentraldeponie mit Feldbahn 1937

Die Betrachtung des Moores als Ödlandfläche dauerte bis ins 20. Jahrhundert an, und folgende Eingriffe führten zu folgenschweren Eingriffen in den Naturhaushalt des Moores:
- 1913 Großflächige Ablagerung von Bodenaushub beim Bau des Mittellandkanals
- 1935 Bau der BAB 2 am südlichen Rand des Moores
- 1937 Anlage der Zentraldeponie Altwarmbüchener Moor für Hannover, der bis 1982 aufgeschüttete Nordberg ist mit 122 m über N.N. die höchste Erhebung Hannovers
- 1960 Bau der BAB 7 mitten durch das Moor
- 1970–80 Verringerung der Moorfläche durch Randbebauung anliegender Orte um rund 100 ha
- 1980 Bau der BAB 37 mit Autobahnkreuz mitten durch das Moor (daher der Name Moorautobahn)
- 1980 Verringerung der Moorfläche durch Anlage des Altwarmbüchener Sees zwecks Sandgewinnung für den Autobahnbau um rund 50 ha

### Naturschutz

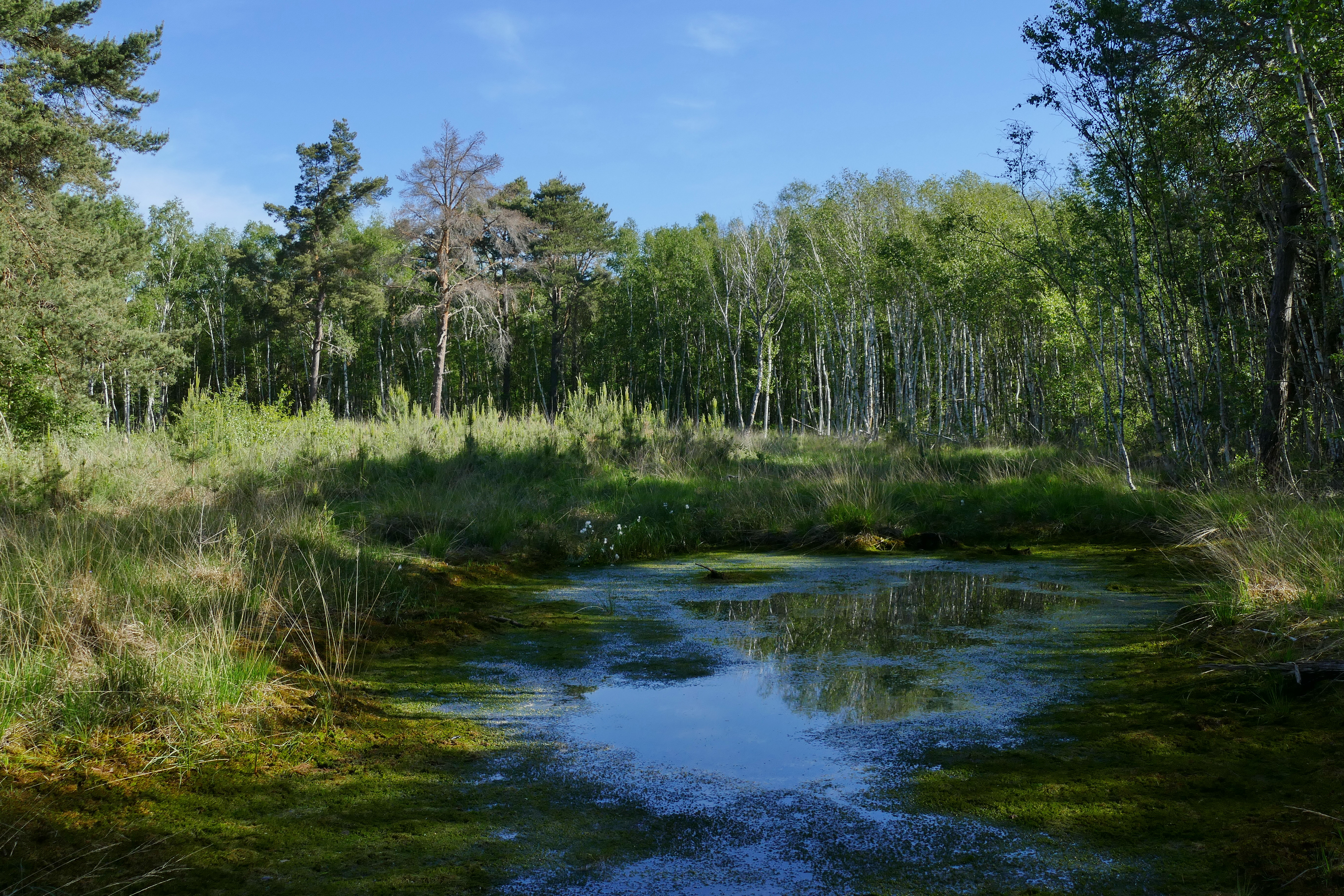
Altwarmbüchener Moor, 2020

Die Entwässerungen früherer Jahrhunderte führten zu einem toten Hochmoor, in dem sich ein Birkenbruchwald entwickelt hatte. Zum Schutz der Reste des Moores wurde 1941 ein 40 ha großer Bereich (östlich der BAB 7 und südlich der BAB 37 sowie im Autobahnkreuz) unter Naturschutz gestellt.
Der westliche Teil ist teilweise Landschaftsschutzgebiet.
Echte, nicht abgetorfte Moorschichten gibt es heute noch in einer Größe von rund 20 ha, auf denen Torfmächtigkeiten von bis zu 5 m erreicht werden. Dies ist ein zusammenhängender Bereich, der hochmoortypisch als Schildfläche sanft nach oben gewölbt ist. Er liegt im einstigen Zentrum, dem Wilden Moor. Aufgrund des niedersächsischen Moorschutzprogramms gibt es seit den 1980er Jahren Maßnahmen zur Wiedervernässung des Moores durch das Schließen von Entwässerungsgräben. Die Moorfläche weist heute größtenteils natürliche Bewaldung von Birke und Kiefer auf, die sich infolge der Entwässerung bilden konnte.
Im Rahmen des Moorschutzprojektes „RePeat“ (Rewetting of Peatlands in the Hannover Region) ist ab 2026 innerhalb von 10 Jahren eine Wiedervernässung des Moores durch das Verschließen von Entwässerungsgräben und das Anlegen von Erdwällen zum Anstauen von Regenwasser geplant. Nach einer vorangegangenen Flurbereinigung soll die Wiedervernässung erst in der zweiten Projekthälfte erfolgen.